# Magnesiumanthracen
Magnesiumanthracen ist ein luft- und hydrolyseempfindlicher Magnesiumkomplex, der meist als Tetrahydrofuran-Addukt gehandhabt wird. Die Verbindung wird auch als Bogdanović-Magnesium bezeichnet.

## Geschichte
Die Erstdarstellung des Komplexes erfolgte 1965 durch Hugh E. Ramsden. Ab den 1980er-Jahren begann Borislav Bogdanović am Max-Planck-Institut für Kohlenforschung in Mülheim an der Ruhr mit der systematischen Untersuchung des Komplexes.
Während die Herstellung von Magnesiumhydrid aus den Elementen hohe Wasserstoffdrücke und hohe Reaktionstemperaturen von 500 °C erfordert, lässt sich Magnesiumanthracen unter milden Bedingungen leicht in Magnesiumhydrid überführen, das als ein ausgezeichneter Metallhydridspeicher mit hoher massenbezogener Wasserstoffspeicherkapazität gilt.

## Darstellung und Struktur
Die Synthese des luft- und wasserempfindlichen Feststoffs erfolgt durch Rühren einer metallischen Magnesiumsuspension in Anthracen, Tetrahydrofuran und Dibrommethan in einem Temperaturbereich zwischen 20 und 60 °C. Dabei bildet sich ein orangefarbenes Pulver in guten Ausbeuten. Durch Waschen mit Tetrahydrofuran wird der reine Stoff erhalten. Bei höheren Temperaturen zerfällt die Verbindung wieder in die Ausgangsstoffe.
Die Röntgenkristallographie zeigt ein 5-fach koordiniertes Mg-Zentrum. Der Winkel zwischen den beiden Benzo-Gruppen beträgt 72,6°.

## Verwendung
Die Verbindung lässt sich sowohl als Quelle für das Carbanion [C14H10]2− als auch als Quelle für hochreaktives Mg nutzen. Mit Elektrophilen wie Ketonen oder Kohlenstoffdioxid reagiert die Verbindung zu Dihydroanthracen-Derivaten der allgemeinen Formel C14H10E2. Magnesiumanthracen wird unter anderem in Solarkraftwerken dazu verwendet, um die gewonnene elektrische Energie als Magnesiumhydrid (MgH2) zu speichern. Daneben ist Magnesiumanthracen eine Alternative zur Verwendung von metallischem Magnesium bei der Herstellung von Grignard-Verbindungen.